# Jeżowo (rejon omutniński)
Jeżowo (ros. Ежово) – wieś (dieriewnia) w Rosji, w obwodzie kirowskim, w rejonie omutnińskim. W 2010 liczyła 328 mieszkańców.